# Acraea acara
Acraea acara är en fjärilsart som beskrevs av William Chapman Hewitson 1865. Acraea acara ingår i släktet Acraea och familjen praktfjärilar. Inga underarter finns listade i Catalogue of Life.

## Bildgalleri

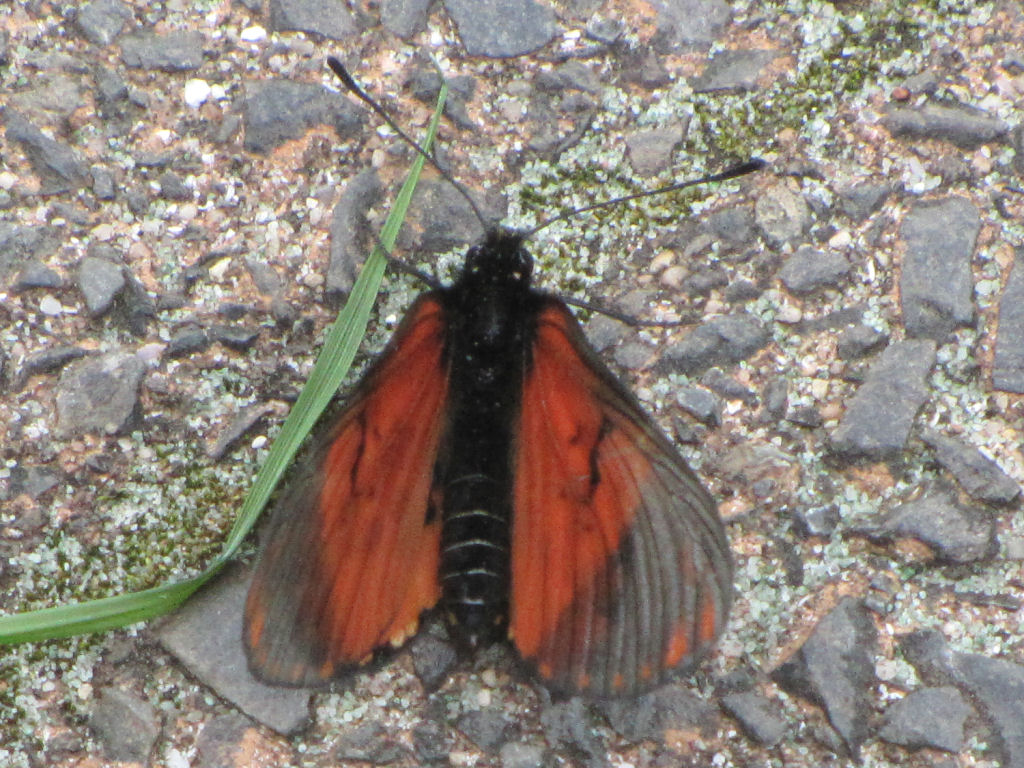
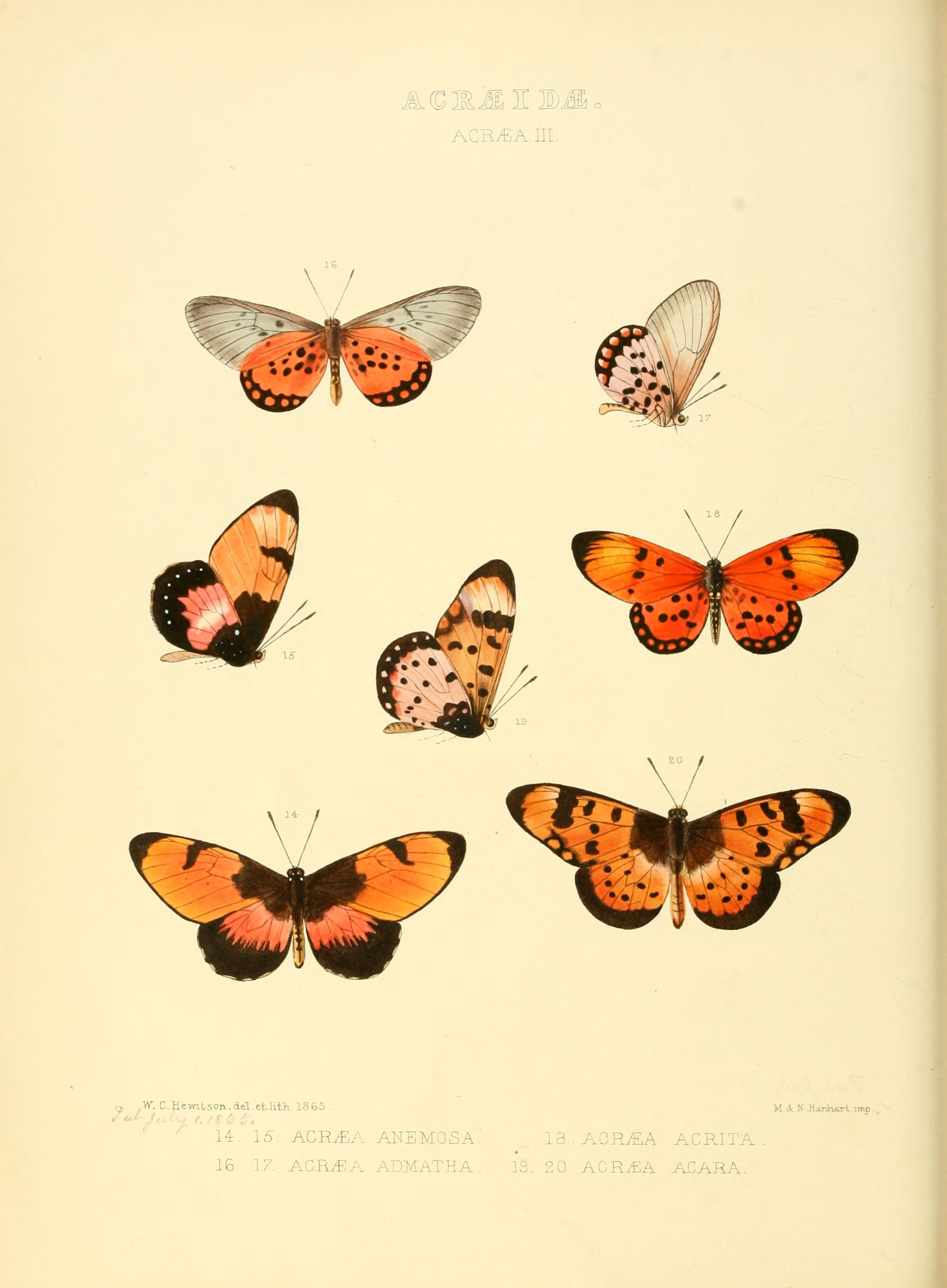